# Salim Butabcha
Salim Butabcha (6 de junio de 1974) es un deportista argelino que compitió en judo. Ganó dos medallas de oro en el Campeonato Africano de Judo en los años 2001 y 2002.

## Palmarés internacional
| Campeonato Africano | Campeonato Africano | Campeonato Africano | Campeonato Africano |
| Año                 | Lugar               | Medalla             | Categoría           |
| ------------------- | ------------------- | ------------------- | ------------------- |
| 2001                | Trípoli (Libia)     | Medalla de oro      | –81 kg              |
| 2002                | El Cairo (Egipto)   | Medalla de oro      | –81 kg              |